# Dasophrys minutus
Dasophrys minutus là một loài ruồi trong họ Asilidae. Dasophrys minutus được Londt miêu tả năm 1981. Loài này phân bố ở vùng nhiệt đới châu Phi.